# Paniceae
Tribu
Les Paniceae sont une tribu de plantes de la famille des Poacées (autrefois appelées graminées).

## Liste degenres
- Achlaena
- Acritochaete
- Acroceras
- Alexfloydia
- Alloteropsis
- Altoparadisium
- Amphicarpum
- Ancistrachne
- Anthaenantiopsis
- Anthenantia
- Anthephora
- Arthragrostis
- Arthropogon
- Axonopus
- Baptorhachis
- Brachiaria
- Calyptochloa
- Canastra
- Cenchrus
- Centrochloa
- Chaetium
- Chaetopoa
- Chamaeraphis
- Chlorocalymma
- Cleistochloa
- Cliffordiochloa
- Cyphochlaena
- Cyrtococcum
- Dallwatsonia
- Dichanthelium
- Digitaria
- Dissochondrus
- Eccoptocarpha
- Echinochloa
- Echinolaena
- Entolasia
- Eriochloa
- Gerritea
- Holcolemma
- Homolepis
- Homopholis
- Hydrothauma
- Hygrochloa
- Hylebates
- Hymenachne
- Ichnanthus
- Ixophorus
- Lasiacis
- Lecomtella
- Leucophrys
- Louisiella
- Megaloprotachne
- Megathyrsus
- Melinis
- Mesosetum
- Microcalamus
- Neurachne
- Odontelytrum
- Ophiochloa
- Oplismenopsis
- Oplismenus
- Oryzidium
- Otachyrium
- Ottochloa
- Panicum
- Paractaenum
- Paraneurachne
- Paratheria
- Paspalum
- Pennisetum
- Plagiantha
- Poecilostachys
- Pseudechinolaena
- Pseudochaetochloa
- Pseudoraphis
- Reimarochloa
- Reynaudia
- Sacciolepis
- Scutachne
- Setaria
- Setariopsis
- Snowdenia
- Spheneria
- Spinifex
- Steinchisma
- Stenotaphrum
- Stereochlaena
- Streptolophus
- Streptostachys
- Taeniorhachis
- Tarigidia
- Tatianyx
- Thrasya
- Thrasyopsis
- Thuarea
- Thyridachne
- Thyridolepis
- Trachys
- Tricholaena
- Triscenia
- Uranthoecium
- Urochloa
- Whalleya
- Whiteochloa
- Xerochloa
- Yakirra
- Yvesia
- Zygochloa

## Liste des genres
Selon NCBI (9 juin 2013) :
- genre Acritochaete
- genre Acroceras
- genre Alexfloydia
- genre Alloteropsis
- genre Amphicarpum
- genre Ancistrachne
- genre Anthephora
- genre Brachiaria
- genre Calyptochloa
- genre Cenchrus
- genre Chaetium
- genre Chaetopoa
- genre Chamaeraphis
- genre Chlorocalymma
- genre Cleistochloa
- genre Cyphochlaena
- genre Cyrtococcum
- genre Dichanthelium
- genre Digitaria
- genre Dissochondrus
- genre Echinochloa
- genre Entolasia
- genre Eriochloa
- genre Homopholis
- genre Hygrochloa
- genre Hylebates
- genre Ixophorus
- genre Lasiacis
- genre Leucophrys
- genre Louisiella
- genre Megaloprotachne
- genre Megathyrsus
- genre Melinis
- genre Microcalamus
- genre Moorochloa
- genre Neurachne
- genre Odontelytrum
- genre Oplismenus
- genre Ottochloa
- genre Panicum
- genre Paractaenum
- genre Paraneurachne
- genre Paratheria
- genre Parodiophyllochloa
- genre Paspalidium
- genre Pennisetum
- genre Plagiosetum
- genre Poecilostachys
- genre Pseudechinolaena
- genre Pseudochaetochloa
- genre Pseudoraphis
- genre Rupichloa
- genre Sacciolepis
- genre Scutachne
- genre Setaria
- genre Setariopsis
- genre Snowdenia
- Spinifex
- genre Stenotaphrum
- genre Stereochlaena
- genre Thrasya
- genre Thuarea
- genre Thyridolepis
- genre Tricholaena
- genre Uranthoecium
- genre Urochloa
- genre Walwhalleya
- genre Whiteochloa
- genre Yakirra
- genre Yvesia
- genre Zuloagaea
- genre Zygochloa

Selon Tropicos (11 juin 2023) (Attention liste brute contenant possiblement des synonymes) :
- genre Thalasium Spreng.
- genre Thedachloa S.W.L. Jacobs